# 996 (szám)
A 996 (római számmal: CMXCVI) egy természetes szám.

## A szám a matematikában
A tízes számrendszerbeli 996-os a kettes számrendszerben 1111100100, a nyolcas számrendszerben 1744, a tizenhatos számrendszerben 3E4 alakban írható fel.
A 996 páros szám, összetett szám. Kanonikus alakban a 22 · 31 · 831 szorzattal, normálalakban a 9,96 · 102 szorzattal írható fel. Tizenkét osztója van a természetes számok halmazán, ezek növekvő sorrendben: 1, 2, 3, 4, 6, 12, 83, 166, 249, 332, 498 és 996.
Érinthetetlen szám: nem áll elő pozitív egész számok valódiosztóösszeg-függvényeként.